# Vlag van Martinique
De vlag van Martinique bestaat uit een rode driehoek aan de hijszijde, met twee horizontale banden, de bovenste groen en de onderste zwart. Het werd op 2 februari 2023 aangenomen. De vlag van Frankrijk, het moederland, wordt ook met een officiële status gehesen vanwege de status van Martinique als een Frans overzees departement/regio. De vergadering van Martinique voert een vlag met het logo van de collectiviteit erop om de regering te vertegenwoordigen.

## Rood-groen-zwarte vlag

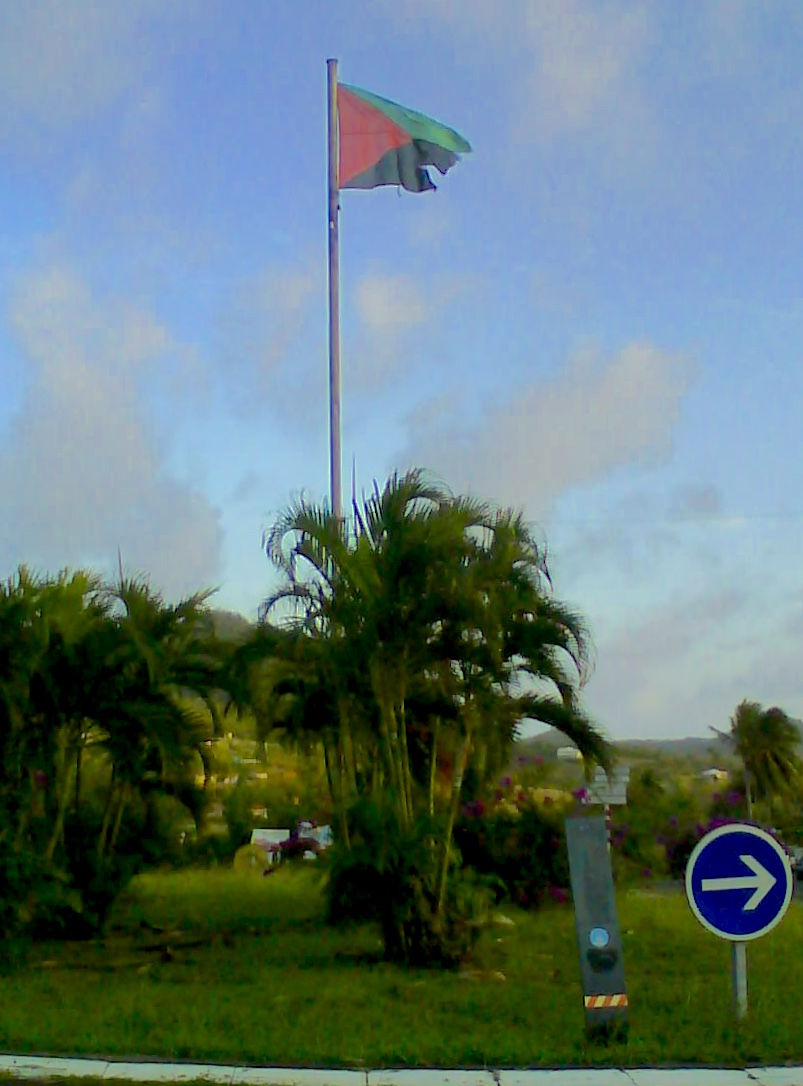
Een beschadigde nationalistische Martinicaanse vlag in 2008

De rouge-vert-noir ("rood-groen-zwart") vlag of "nationalistische vlag" is het voorkeur symbool van de onafhankelijkheidsactivisten van Martiniquais. De vlag werd in 1968 ontworpen door Guy Cabort-Masson en Alex Ferdinand en in 1971 in het geheim overgebracht naar Martinique.
De kleuren van deze vlag zijn ook terug te vinden op de pan-Afrikaanse diasporavlag, ontworpen in 1920:
Rood is de kleur van het bloed dat mensen moeten vergieten voor hun verlossing en vrijheid; zwart is de kleur van het nobele en voorname ras waartoe we behoren; groen is de kleur van de weelderige vegetatie van ons moederland.— Universal Negro Catechism (1921)
Het oorspronkelijk voorgestelde ontwerp van een vlag voor Martinique door Victor Lessort was een rode, gouden, groene driekleur van verticale banden, vergelijkbaar met de vlag van Frankrijk. Dit zijn de pan-Afrikaanse kleuren die populair zijn geworden door de vlag van Ghana. Maar een mede-gedetineerde OJAM-verdachte, Rodolphe Desiré, stelde Lessort voor om goud te vervangen door zwart. In een interview bevestigde Desiré dat de inspiratie voor het rode, zwarte en groene kleurenschema van de vlag afkomstig was van Marcus Garvey's pan-Afrikaanse vlag UNIA.
In 1995 werd de vlag controversieel gehesen in de stad Sainte-Anne door de nationalistische burgemeester Garcin Malsa. De vlag werd opgenomen als een van de opties waarover in 2023 publiekelijk werd gestemd, samen met vele andere ontwerpen waarbij kleuren werden gebruikt die van deze vlag waren afgeleid, en bereikte de laatste stemronde en uiteindelijk de tweede plaats. Omdat de winnaar zich echter terugtrok nadat de resultaten bekend waren gemaakt, en het een van de laatste twee opties was waarover in de laatste stemronde werd gestemd, werd de vlag op 2 februari 2023 door de Assemblee in overweging genomen voor aanneming, en werd aangenomen met 44 stemmen voor en één onthouding.

### Vlagconsultatie 2022
Vóór 2023 had Martinique geen eigen vlag. In 2018 hield de gemeenteraad een wedstrijd om een vlag en een volkslied voor het eiland te maken, maar tweeënhalf jaar na de presentatie van de winnaars werden de vlag en het volkslied nietig verklaard door de plaatselijke administratieve rechtbank, omdat de methode van selectie niet als binnen de verantwoordelijkheden van de raad. In 2022 begon het eiland met een openbare stemming over een officiële vlag en volkslied. De opkomst voor de eerste fase, waarin de keuzes werden beperkt tot twee opties, was echter erg laag: slechts 19.084 stemden voor een vlag en 9.294 voor het volkslied op een in aanmerking komende bevolking van ongeveer 300.000. De winnaars, bekendgemaakt op 16 januari 2023, waren het kolibrieontwerp voor de vlag en "Ansanm" voor het volkslied, die respectievelijk 72,84% en 53,76% van de uitgebrachte stemmen vertegenwoordigden. Tijdens de tweede stemronde bleef de opkomst relatief laag: in totaal werden 26.633 stemmen uitgebracht voor een vlag en 10.289 stemmen voor een volkslied. Het ontwerp van de kolibrie in de illustraties die bij de stemming zijn gebruikt, lijkt qua vorm identiek aan het ontwerp op de Shutterstock-website. De ontwerpster, Anaïs Delwaulle, verdedigde aanvankelijk haar gebruik van het stockbeeld en haar ontwerp in het algemeen, maar maakte op 23 januari bekend dat ze haar ontwerp uit het proces wilde halen. De voorzitter van de Uitvoerende Raad accepteerde deze terugtrekking en legde uit dat als gevolg daarvan de tweede plaats op 2 en 3 februari ter overweging aan de Algemene Vergadering zou worden voorgelegd. Het tweede ontwerp werd uiteindelijk op 2 februari aangenomen met 44 stemmen voor en één onthouding.

## Voorgestelde vlag

Voorgestelde vlag van het departement Martinique, vervallen verklaard in 2021

In 2018 werd door het departement een wedstrijd uitgeschreven om een lokale vlag te creëren. Dit bedoeld voor het vertegenwoordigen van Martinique in onder meer internationale sportwedstrijden waar het aan deelneemt. Tegen het einde van 2019 werd de nieuwe vlag aangenomen. De vlag bestaat centraal uit een gestileerde weergave van de roze vleugelhoorn, errond bevinden zich 34 Amerindische sterren die de 34 gemeentes in het departement symboliseren. De vlag is verdeeld in 8 segmenten die 8 talen voorstellen die op het eiland gesproken worden: Frans, Creools, Engels, Spaans, Portugees, Italiaans, Chinees en Arabisch. De vlag werd voor het eerst gebruikt in de CONCACAF Gold Cup 2019. In 2021 werd door een hoge rechtbank besloten dat het instellen van een vlag en een nationale hymne niet onder de competenties van de territoriale collectiviteit viel, bij welke gelegenheid de instelling van de vlag verviel.

## Slangenvlag

Slangenvlag

De blauw-witte slangenvlag wordt buiten Martinique vaak als vlag van Martinique beschouwd. Deze vlag dateert van een edict van 4 augustus 1766, dat stelde dat schepen van Martinique en Sint Lucia een versie van de Franse handelsvlag moesten voeren, bestaande uit een wit kruis op een blauw veld met L-vormige slangen (staande voor Sint Lucia). In feite werd de vlag echter alleen door schepen van Martinique gebruikt. Later werd de slang aangepast; deze stelt nu een Bothrops lanceolatus voor, een giftige groefkopadder die endemisch op het eiland voorkomt.
Afgevaardigde Jean-Philippe Nilor eiste dat het embleem niet meer in het openbaar gebruikt zou worden, met als argument dat het geassocieerd werd met slavenhandel. In oktober 2018 stopte de Gendarmerie Nationale met het gebruik van het embleem op bevel van president Emmanuel Macron. Voor de 21e eeuw was de slangenvlag grotendeels ongebruikt op Martinique. Het werd vooral ten onrechte gebruikt als een hoffelijkheidsvaandel door zeilers en was lokaal niet te koop.